# Amore & Vita-Prodir
Amore & Vita-Selle SMP-Prodir war ein Radsportteam mit Sitz im italienischen Lucca.
Die Mannschaft Amore & Vita wurde 1990 gegründet und fuhr mit einer italienischen Lizenz bis zum Jahr 2000. Von 2001 bis 2008 besaß das Team eine polnische Lizenz, 2009 eine US-amerikanische, von 2005 sind sie ein Continental Team und von 2010 bis 2016 fuhren sie mit einer ukrainischen Lizenz. Co-Sponsoren waren Fanini, Galatron und Beretta. Von 2006 bis 2009 war die Fastfood-Kette McDonald’s zweiter Sponsor. Amore & Vita selbst ist die Friedensbotschaft des Vatikans. Teammanager ist zurzeit Cristian Fanini, der von den Sportlichen Leitern Maurizio Giorgini, Phil Cortes, Fausto Terreni und Ori Zur unterstützt wurde.
Zu unterscheiden ist das Team vom 2016 in den USA gegründeten Clubteam Amore e Vita - Kibag - Obor.

## Saison 2020

### Erfolge in den Nationalen Straßen-Radsportmeisterschaften
In den Rennen der Nationalen Straßen-Radsportmeisterschaften 2020 konnte das Team nachstehende Titel erringen.
| Datum        | Rennen                                  | Sieger             |
| ------------ | --------------------------------------- | ------------------ |
| 6. September | Lettische Meisterschaft – Straßenrennen | Viesturs Lukševics |

## Saison 2019

### Erfolge in der UCI Asia Tour
In der Saison 2019 gelangen dem Team nachstehende Erfolge in der UCI Asia Tour.
| Datum      | Rennen                   | Kat. | Sieger        |
| ---------- | ------------------------ | ---- | ------------- |
| 31. August | 2. Etappe Tour of Almaty | 2.1  | Danilo Celano |

### Erfolge in der UCI Europe Tour
In der Saison 2019 gelangen dem Team nachstehende Erfolge in der UCI Europe Tour.
| Datum     | Rennen                       | Kat. | Fahrer            |
| --------- | ---------------------------- | ---- | ----------------- |
| 6. Juli   | 3. Etappe Sibiu Cycling Tour | 2.1  | Marco Tizza       |
| 1. August | 1. Etappe Portugal-Rundfahrt | 2.1  | Davide Appollonio |
| 5. August | 5. Etappe Portugal-Rundfahrt | 2.1  | Marco Tizza       |

### Erfolge in den Nationalen Straßen-Radsportmeisterschaften
In den Rennen der Nationalen Straßen-Radsportmeisterschaften 2019 konnte das Team nachstehende Titel erringen.
| Datum    | Rennen                                           | Sieger            |
| -------- | ------------------------------------------------ | ----------------- |
| 18. Juni | Lettische Meisterschaft – Einzelzeitfahren (U23) | Eriks Toms Gavars |

## Saison 2017

### Erfolge in der UCI Asia Tour
In der Saison 2017 gelangen dem Team nachstehende Erfolge in der UCI Africa Tour.
| Datum     | Rennen                            | Kat. | Fahrer           |
| --------- | --------------------------------- | ---- | ---------------- |
| 15. April | Fenkil Northern Red Sea Challenge | 1.2  | Pierpaolo Ficara |
| 21. April | 4. Etappe Tour of Eritrea         | 2.2  | Redi Halilaj     |

### Erfolge in der UCI Europe Tour
In der Saison 2017 gelangen dem Team nachstehende Erfolge in der UCI Europe Tour.
| Datum         | Rennen                          | Kat. | Fahrer           |
| ------------- | ------------------------------- | ---- | ---------------- |
| 9. April      | Giro dell’Appennino             | 1.1  | Danilo Celano    |
| 20. Mai       | 1. Etappe Albanien-Rundfahrt    | 2.2  | Pierpaolo Ficara |
| 28. Mai       | 2. Etappe Tour du Jura Cycliste | 2.2  | Pierpaolo Ficara |
| 16. September | Memorial Marco Pantani          | 1.1  | Marco Zamparella |

### Mannschaft
| Teamkader 2017                                             | Teamkader 2017     | Teamkader 2017 | Teamkader 2017                         |
| Name                                                       | Geburtsdatum       | Land           | Vorheriges Team                        |
| ---------------------------------------------------------- | ------------------ | -------------- | -------------------------------------- |
| Besmir Banushi                                             | 24. Juli 1988      | Albanien       |                                        |
| Marco Bernardinetti                                        | 11. Juli 1991      | Italien        |                                        |
| Danilo Celano (1. Jan.–31. Jul.)                           | 7. Dezember 1989   | Italien        |                                        |
| Mikel Elorza                                               | 7. Januar 1991     | Spanien        | Ampo-Goierriko TB (2016)               |
| Pierpaolo Ficara                                           | 16. Februar 1991   | Italien        |                                        |
| David Galarreta                                            | 2. Juli 1993       | Spanien        |                                        |
| Klinti Grembi                                              | 26. November 1994  | Albanien       |                                        |
| Redi Halilaj                                               | 31. August 1989    | Albanien       |                                        |
| Uri Martins                                                | 7. August 1990     | Mexiko         |                                        |
| Donald Mukaj                                               | 22. September 1989 | Albanien       |                                        |
| Autin Sufa                                                 | 20. Juli 1988      | Albanien       |                                        |
| Olsian Velia                                               | 20. Januar 1994    | Albanien       |                                        |
| Jowtscho Jowtschew                                         | 27. März 1991      | Bulgarien      | Friuli (2011)                          |
| Marco Zamparella                                           | 1. Oktober 1987    | Italien        |                                        |
| Marlen Zmorka                                              | 1. Juli 1993       | Ukraine        | Skydive Dubai-Al Ahli (2017)           |
| Luca Covili (1. Aug.–31. Dez., Stagiaire)                  | 10. Februar 1997   | Italien        | Palazzago-Pala Fenice Franchini (2017) |
| Francesco Mancini (1. Aug.–31. Dez., Stagiaire)            | 5. Oktober 1995    | Italien        |                                        |
| Josep Miralles                                             | 13. Dezember 1994  | Spanien        | Tusnad (2016)                          |
|                                                            |                    |                |                                        |
| Quellen: ProCyclingStats Cycling Quotient Cycling Archives |                    |                |                                        |

## Platzierungen in UCI-Ranglisten
UCI Africa Tour
| Saison    | Mannschaftswertung | Fahrerwertung          |
| --------- | ------------------ | ---------------------- |
| 2007      | 6.                 |                        |
| 2008      | 11.                |                        |
| 2009-2010 | -                  | -                      |
| 2011      | 6.                 | Wolodymyr Bileka (34.) |
| 2012-2015 | -                  | -                      |
| 2016      | 18.                | Eugenio Bani (24.)     |

UCI America Tour
| Saison    | Mannschaftswertung | Fahrerwertung                |
| --------- | ------------------ | ---------------------------- |
| 2005      | 23.                | Domenico Passuello (238.)    |
| 2006-2007 | -                  | -                            |
| 2008      | 16.                | Jurij Metluschenko (23.)     |
| 2009      | 10.                | Wolodymyr Startschyk (47.)   |
| 2010      | 18.                | Bernardo Colex junior (143.) |
| 2011      | 18.                | Bernardo Colex junior (39.)  |
| 2012-2013 | -                  | -                            |
| 2014      | 34.                | Uri Martins (242.)           |
| 2015      | 29.                | Uri Martins (133.)           |
| 2016      | 28.                | Redi Halilaj (205.)          |

UCI Asia Tour
| Saison | Mannschaftswertung | Fahrerwertung            |
| ------ | ------------------ | ------------------------ |
| 2008   | 46.                | Shaun Davel (176.)       |
| 2009   | 26.                | Jurij Metluschenko (57.) |
| 2010   | 17.                | Jurij Metluschenko (24.) |
| 2011   | 19.                | Jurij Metluschenko (26.) |
| 2012   | 40.                | Maxym Awerin (112.)      |
| 2013   | 45.                | Hossein Alīzādeh (82.)   |
| 2014   | 24.                | Mattia Gavazzi (26.)     |
| 2015   | 10.                | Mattia Gavazzi (5.)      |
| 2016   | 49.                | Paolo Lunardon (117.)    |

UCI Europe Tour
| Saison | Mannschaftswertung | Fahrerwertung              |
| ------ | ------------------ | -------------------------- |
| 2005   | 27.                | Jonas Ljungblad (34.)      |
| 2006   | 44.                | Dainius Kairelis (178.)    |
| 2007   | 76.                | Dainius Kairelis (150.)    |
| 2008   | 79.                | Wladislaw Borissow (496.)  |
| 2009   | 53.                | Wolodymyr Startschyk (51.) |
| 2010   | 68.                | Wladislaw Borissow (201.)  |
| 2011   | 91.                | Niv Libner (373.)          |
| 2012   | 109.               | Jarosław Dabrowski (730.)  |
| 2013   | 106.               | Mihkel Räim (522.)         |
| 2014   | 106.               | Mattia Gavazzi (569.)      |
| 2015   | 94.                | Mattia Gavazzi (329.)      |
| 2016   | 61.                | Marco Zamparella (429.)    |

UCI Oceania Tour
| Saison    | Mannschaftswertung | Fahrerwertung          |
| --------- | ------------------ | ---------------------- |
| 2005      | -                  | -                      |
| 2006      | 16.                | Dainius Kairelis (35.) |
| 2007-2016 | -                  | -                      |